# نونو روتشا
نونو روتشا (1 مارس 1977 ببورتو في البرتغال - ) هو لاعب كرة قدم برتغالي في مركز الوسط. لعب مع سبورتينغ براغا ونادي أكاديميكا كويمبرا ونادي باسوش دي فيريرا ونادي فارزيم وديسبورتيفو تروفينسي ونادي غوندومار ونادي ليسا ‏ وفيلانوفنسي ‏ وAliados Lordelo F.C. ‏ ونادي تشافيس وS.C. Braga B ‏ ونادي سانتا كلارا.